# Dirlaret
Dirlaret (Rechthalten en allemand, Rächthaute en suisse allemand, Drelarè  en patois fribourgeois) est une localité et une commune suisse du canton de Fribourg, située dans le district de la Singine.

## Géographie
Selon l'Office fédéral de la statistique, Dirlaret mesure 7,29 km2. 7,1 % de cette superficie correspond à des surfaces d'habitat ou d'infrastructure, 73,6 % à des surfaces agricoles, 18,2 % à des surfaces boisées et 1,1 % à des surfaces improductives.
Dirlaret est limitrophe de Brünisried, Chevrilles, Planfayon, Saint-Ours et Tinterin.

## Démographie
Selon l'Office fédéral de la statistique, Dirlaret compte 1 135 habitants en 2022. Sa densité de population atteint 156 hab./km2.
Le graphique suivant résume l'évolution de la population de Dirlaret entre 1850 et 2008 :